# Balena franca comuna
La balena franca comuna (Eubalaena glacialis) és una espècie de balena. És una de les tres espècies de balena franca del gènere Eubalaena, que anteriorment eren classificades com una de sola. Aproximadament 400 exemplars d'aquesta espècie viuen a l'oceà Atlàntic nord.